# Marie-Rose Durocher
Marie-Rose Durocher, al secolo Eulalie-Mélanie Durocher (Saint-Antoine-sur-Richelieu, 6 ottobre 1811 – Longueuil, 6 ottobre 1849), è stata una religiosa canadese, fondatrice della congregazione delle Suore dei Santi Nomi di Gesù e Maria. È stata proclamata beata da papa Giovanni Paolo II nel 1982.

## Biografia

### Primi anni di vita
Nacque Eulalie Mélanie Durocher nel 1811. Era la decima di undici figli nati da Olivier e Geneviève Durocher, una prospera famiglia di contadini. Tre dei suoi fratelli morirono durante l'infanzia. I suoi fratelli Flavien, Théophile ed Eusèbe entrarono nel sacerdozio cattolico romano e sua sorella Séraphine si unì alla Congregazione di Notre Dame.
Durocher fu educata a casa dal nonno paterno Olivier Durocher fino all'età di 10 anni. Alla sua morte nel 1821, divenne allieva in collegio presso un convento gestito dalla Congregazione di Notre Dame a Saint-Denis-sur-Richelieu fino al 1823, dove fece la sua prima comunione all'età di 12 anni. Dopo aver lasciato il convento tornò a casa per essere istruita privatamente da Jean-Marie-Ignace Archambault, insegnante al Collège de Saint-Hyacinthe. Durante questo periodo possedeva un cavallo di nome Cesare e divenne un'equestre competente.
Nel 1827, all'età di 16 anni, Durocher entrò nel collegio della Congregazione di Notre Dame a Montreal, dove intendeva entrare in noviziato come aveva fatto in precedenza sua sorella Séraphine. Tuttavia, la sua salute si rivelò troppo scarsa per permetterle di completare lì i suoi studi e dopo due anni tornò a casa. Una contemporanea di Durocher del suo periodo in collegio scrisse in seguito:
"Durocher era meravigliosa; lei sola ignorava il proprio valore, attribuendo a Dio tutto ciò che si trovava in lei favorevole, e affermando che di se stessa era solo debolezza e miseria. Possedeva una modestia affascinante, era gentile e amabile; attenta sempre alla voce dei suoi maestri, lo è stata ancor più alla voce di Dio, che parlava al suo cuore."
Nel 1830 la madre di Durocher, Geneviève, morì e Durocher assunse il ruolo di sua madre come casalinga. Nel 1831, il fratello di Durocher, Theophile, che a quel tempo era parroco della parrocchia di Saint-Mathieu a Belœil, convinse suo padre e Durocher a trasferirsi dalla fattoria di famiglia al presbiterio della sua parrocchia. Presso il presbiterio, Durocher lavorò come governante e segretaria di Teofilo tra il 1831 e il 1843. Nel corso di questo lavoro venne a conoscenza della grave carenza di scuole e di insegnanti nelle campagne circostanti (nel 1835 il Quebec ospitava solo 15 scuole) e discusse con la sua famiglia e i suoi conoscenti la necessità di una comunità religiosa specificamente dedicata all'educazione dei bambini sia ricchi che poveri.

### Fondatrice
Nel 1841, Louis-Moïse Brassard, parroco di Longueuil, entrò in trattative con Charles-Joseph-Eugène de Mazenod, vescovo di Marsiglia, per l'istituzione di una missione in Quebec da parte di una congregazione religiosa francese conosciuta come Sœurs des Saints - Nomi di Gesù e di Maria. Durocher venne a conoscenza della missione proposta tramite Brassard. Insieme alla sua amica Mélodie Dufresne, Durocher fece domanda in anticipo per entrare nel noviziato della nuova congregazione al suo arrivo in Canada. Tuttavia, la missione alla fine non andò avanti, e Mazenod consigliò invece a Ignace Bourget, vescovo di Montréal, che Mazenod aveva incontrato durante la visita europea di Bourget di quell'anno, di fondare una congregazione simile in Canada, basata sulle due donne che avevano era ansioso di far parte del gruppo francese.
Il 2 dicembre 1841, una missione dei Padri Oblati arrivò a Montreal, e nell'agosto del 1842 aprì una chiesa a Longueuil. Tra gli Oblati c'era un padre Pierre-Adrien Telmon, che si recò a Belœil per condurre missioni popolari, dove incontrò Durocher e divenne il suo direttore spirituale. Il 6 ottobre 1843, Durocher si recò a Longueuil per assistere alla professione religiosa di suo fratello Eusèbe, e lì incontrò il vescovo Bourget. Insieme, Bourget e Telmon chiesero a Durocher di assumere un ruolo di primo piano nella fondazione di una nuova congregazione religiosa dedicata all'educazione cristiana dei giovani. Durocher accettò questa richiesta e il 28 ottobre 1843 Durocher iniziò il suo postulato presso la chiesa di Saint-Antoine a Longueuil sotto la direzione di padre Jean-Marie François Allard, membro degli Oblati. Due compagne iniziarono la formazione accanto a lei: l'amica di Durocher, Mélodie Dufresne, e Henriette Céré, un'insegnante di Longueuil nel cui edificio scolastico Durocher e Dufresne alloggiarono durante il loro postulato.
Il 28 febbraio 1844, in una cerimonia presieduta dal vescovo Bourget, i tre postulanti iniziarono il noviziato, indossarono l'abito religioso e ricevettero i loro nomi religiosi. Durocher prese il nome di Suor Marie-Rose, Dufresne divenne Suor Marie-Agnes e Céré divenne nota come Suor Marie-Madeleine. Mons. Bourget diede l'approvazione diocesana alla comunità appena fondata e la chiamò "Suore dei Santi Nomi di Gesù e Maria", dal nome della comunità francese Durocher a cui sperava di aderire. Le suore adottarono la regola e le costituzioni delle loro omonime francesi, nonché una versione modificata del loro abito. L'8 dicembre 1844 Durocher, Dufresne e Céré professarono i voti religiosi nella chiesa di Longueuil. Bourget nominò Durocher madre superiora, maestra delle novizie e depositaria della nuova congregazione.
La nuova congregazione iniziò ad insegnare nella scuola di Henriette Céré, ma la richiesta dei loro servizi era straordinaria e il 4 agosto 1844 furono costretti a trasferirsi in locali più grandi. Il numero delle future allieve continuò ad aumentare negli anni successivi, tanto che tra il febbraio 1844 e l'ottobre 1849 le suore fondarono quattro conventi (a Longueuil, Belœil, Saint-Lin e Saint Timothée) impiegando 30 insegnanti e iscrivendosi (al 6 ottobre 1849) 448 alunni. Le suore svilupparono un corso di studi che prevedeva equamente alunni inglesi e francesi. Inizialmente le suore avevano programmato di insegnare solo alle ragazze, ma le loro esigenze missionarie alla fine le costrinsero a insegnare ai ragazzi in alcune province.
Il 17 marzo 1845 le suore furono incorporate con un atto del Parlamento della Provincia del Canada. Nel 1846, Durocher si scontrò con Charles Chiniquy, un prete schietto che alla fine avrebbe lasciato la Chiesa cattolica romana e sarebbe diventato protestante. Chiniquy desiderava prendere il controllo dell'insegnamento nelle scuole delle suore, e quando Durocher glielo impedì, denigrò pubblicamente le suore.

### Morte e beatificazione
Durocher, tormentata per tutta la vita da problemi di salute, morì di "malattia devastante" il 6 ottobre 1849, giorno del suo 38º compleanno. Il suo funerale si svolse lo stesso giorno nella chiesa di Longueuil, presieduto dal vescovo Ignace Bourget. Dal 1º maggio 2004 le spoglie di Durocher sono sepolte nella Cappella Marie-Rose nel transetto destro della Concattedrale di Sant'Antonio di Padova a Longueuil.
In una dichiarazione fatta nel 1880, il vescovo Ignace Bourget chiese la canonizzazione di Durocher, dicendo: "Invoco per me il suo aiuto di santa, e spero che il Signore la glorificherà davanti agli uomini facendole attribuire dalla Chiesa gli onori dell'altare". Il 9 novembre 1927, Alphonse-Emmanuel Deschamps, vescovo ausiliare di Montréal, nominò un tribunale ecclesiastico per indagare sulla possibile canonizzazione di Durocher. Il tribunale aveva il potere, tramite mandato ecclesiastico, di raccogliere qualsiasi cosa scritta da Durocher e invitava i cattolici romani di Montréal a produrre qualsiasi documento tenuto privatamente in conformità con tale mandato. Le prove raccolte dal tribunale furono raccolte in una positio, che fu poi portata a Roma per essere presentata alla Congregazione delle Cause dei Santi. I teologi approvarono i suoi scritti il 22 gennaio 1933.
Il 2 ottobre 1972 la causa di beatificazione fu introdotta ufficialmente da papa Paolo VI, conferendo a Durocher il titolo di Serva di Dio. Il 13 luglio 1979 fu fatta una dichiarazione sulle virtù eroiche di Durocher, che fece sì che Durocher ricevesse il titolo di Venerabile. Il 23 maggio 1982 è stata beatificata per decreto di papa Giovanni Paolo II. Il decreto fu emanato davanti alla folla in piazza San Pietro. Il Martirologio Romano colloca la sua commemorazione per il 6 ottobre (dies natalis).
Diversi presunti miracoli sono stati collegati postumi a Durocher. Nel 1946, un uomo di Detroit, Benjamin Modzell, fu schiacciato contro un muro da un camion e dichiarato morto. È stato riferito che si è ripreso dopo che sono state fatte preghiere invocando Durocher. Questo incidente fu il miracolo principale su cui si basò la beatificazione di Durocher.
Nel 1973, le suore del loro convento di Spokane, Washington, affermarono di aver spento un incendio in una cappella del Fort Wright College invocando Durocher attraverso la preghiera. L'incendio, scoppiato nella gola del fiume Spokane, si stava avvicinando al campus quando le sorelle hanno attaccato la foto di Durocher agli alberi e le hanno pregato di aiutarla. Secondo quanto riferito, le fiamme erano entro 15 piedi dalla cappella, con il fumo che riempiva l'interno, quando il fuoco cambiò direzione. Allo stesso modo, nel 1979, Frank Carr, il proprietario di un resort sul lago a Tonasket, Washington, osservò un incendio incontrollato cambiare direzione dopo aver gettato una foto di Durocher tra le fiamme. Carr ha detto: "Tutto quello che so è che abbiamo inserito l'immagine e il vento è cambiato. Non c'è dubbio che l'incendio avrebbe preso il frutteto, alcune fattorie e il resort se non si fosse trasformato".
Durocher è commemorata in una vetrata nella cattedrale di Maria Regina del Mondo a Montreal, dove è raffigurata accanto a Frances Xavier Cabrini e Andre Bessette. Il College Durocher St Lambert in Quebec prende il nome da Durocher, così come la Eulalie Durocher High School di Montréal. La Durocher Hall della Holy Names University di Oakland, in California, è un edificio chiamato in suo onore, così come il Durocher Pavilion sul terreno della parrocchia di Santa Cecilia a San Francisco.